# Caenurgina mundula
Caenurgina mundula är en fjärilsart som beskrevs av Augustus Radcliffe Grote och Robinson 1868. Caenurgina mundula ingår i släktet Caenurgina och familjen nattflyn. Inga underarter finns listade i Catalogue of Life.